# Indre (Loira Atlántico)
 Indre  es una comuna y población de Francia, en la región de País del Loira, departamento de Loira Atlántico, en el distrito de Nantes y cantón de Saint-Herblain Oeste-Indre.
Su población en el censo de 1999 era de 3.643 habitantes. Forma parte de la aglomeración urbana de Nantes.
Está integrada en la Communauté urbaine Nantes Métropole .

## Demografía
| 1360 | 1595 | 1930 | 1446 | 3498 | 3498 | 3497 | 3819 | 3840 | 3660 ³ | 3553 | 3351 | 3304 | 3411 | 3517 | 3739 | 3792 | 3872 | 4050 | 4323 ³ | 4324 | 4379 | 4244 ³ | 4477 | 4571 ³ | 4625 ¹ | 4286 ¹ | 3709 ¹ | 3514 ¹ | 3261 ¹ | 3641 ¹ | 3688 ¹ |
| Para los censos de 1962 a 1999 la población legal corresponde a la población sin duplicidades (Fuente: INSEE [Consultar]) |      |      |      |      |      |      |      |      |        |      |      |      |      |      |      |      |      |      |        |      |      |        |      |        |        |        |        |        |        |        |        |